# Schömberg (Zollernalb)
Schömberg è un comune tedesco di 4 741 abitanti,, situato nel land del Baden-Württemberg.